# Murraya koenigii
Дерево каррі (Murraya koenigii) — вид рослин родини рутові.

## Назва
Видову назву отримало від Карла Ліннея в честь біолога Йоганна Кеніга

## Будова
Маленьке вічнозелене дерево, що досягає 4-5 м висоти, з стовбуром 40 см в діаметрі. Листя перисте, має гострий аромат та смак. Квіти маленькі білі, можуть самозапилюватися. Плід — чорна кістянка. 

## Поширення та середовище існування
Зростає у вологих тропіках (Східна Азія, Індійський субконтинент, Індокитай).

## Практичне використання
Листя використовують для харчування (в карі та рагу). Незамінний інгредієнт південно-індійського карі. Плід має присмак перцю.

## Галерея

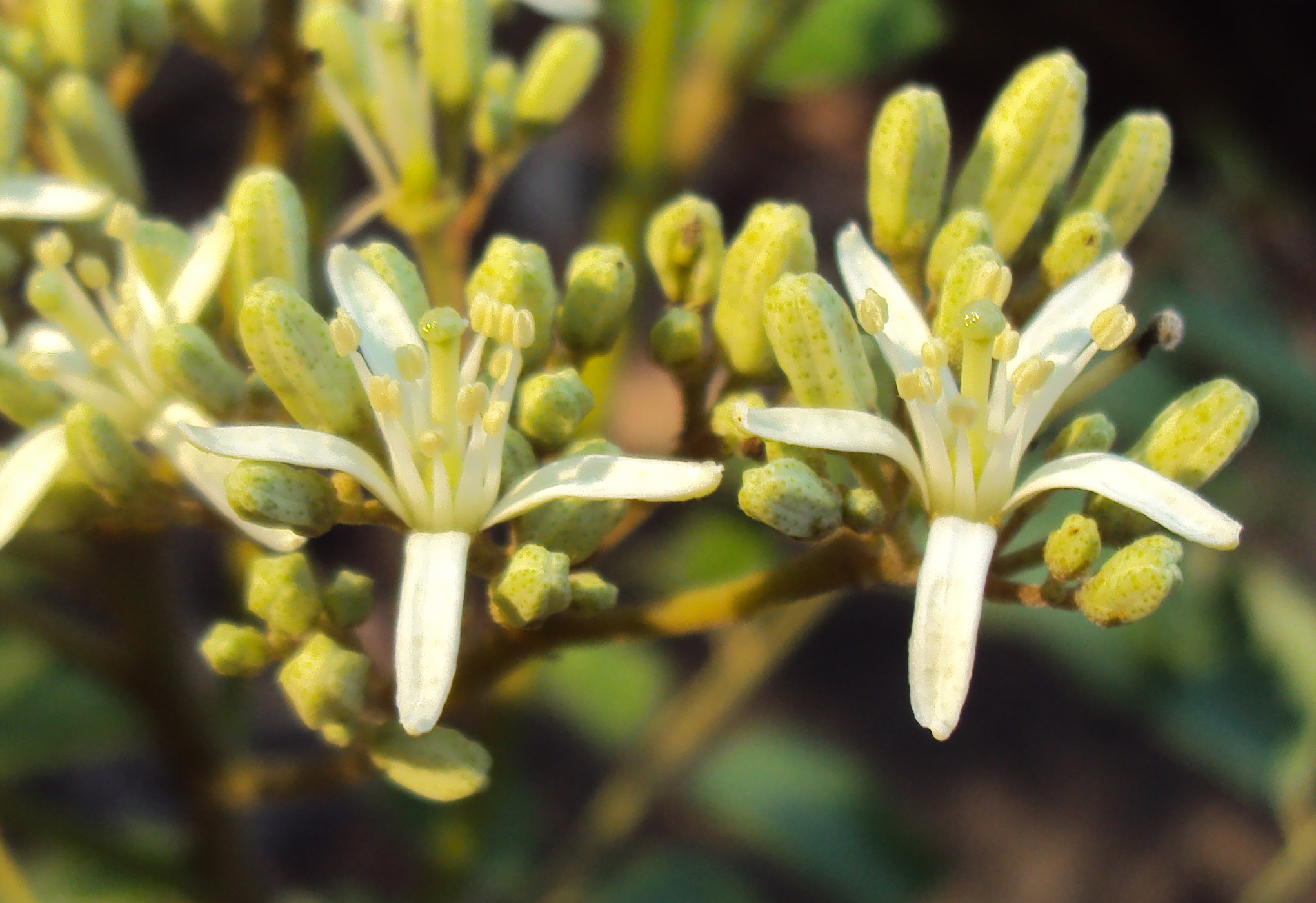
Квіти
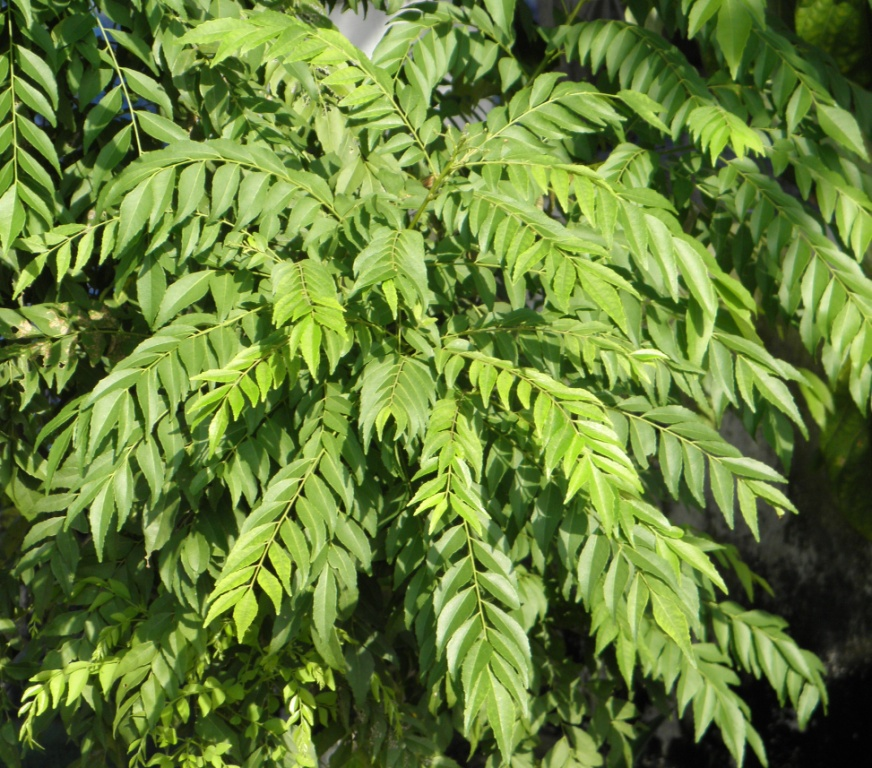
Листя
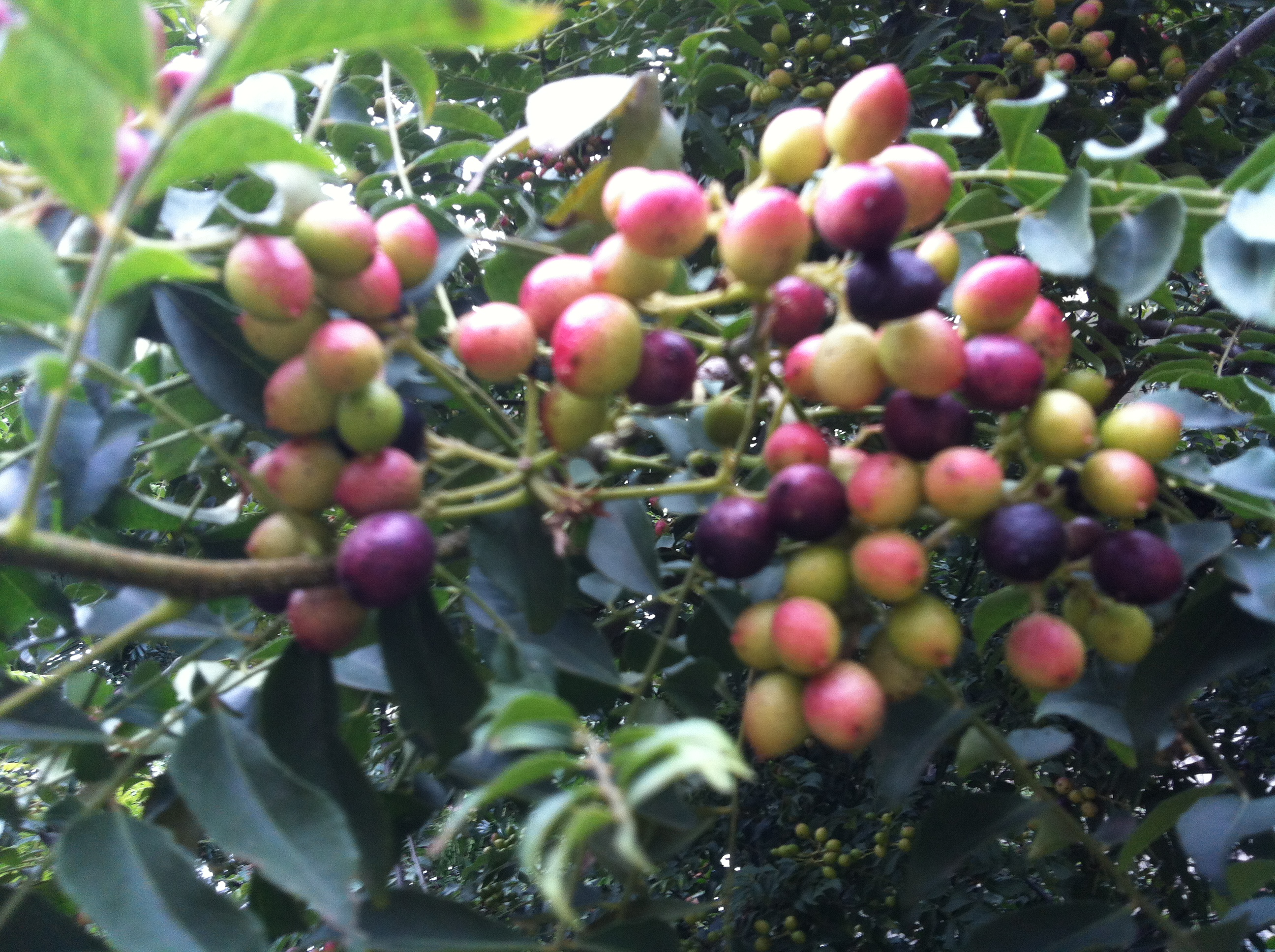
Плоди